# SLURP1
SLURP1 (англ. Secreted LY6/PLAUR domain containing 1) – білок, який кодується однойменним геном, розташованим у людей на короткому плечі 8-ї хромосоми. Довжина поліпептидного ланцюга білка становить 103 амінокислот, а молекулярна маса — 11 186.
| 10         |  | 20         |  | 30         |  | 40         |  | 50         |
| ---------- |  | ---------- |  | ---------- |  | ---------- |  | ---------- |
| MASRWAVQLL |  | LVAAWSMGCG |  | EALKCYTCKE |  | PMTSASCRTI |  | TRCKPEDTAC |
| MTTLVTVEAE |  | YPFNQSPVVT |  | RSCSSSCVAT |  | DPDSIGAAHL |  | IFCCFRDLCN |
| SEL        |  |            |  |            |  |            |  |            |

A: Аланін

C: Цистеїн

D: Аспарагінова кислота

E: Глутамінова кислота

F: Фенілаланін

G: Гліцин

H: Гістидин

I: Ізолейцин

K: Лізин

L: Лейцин

M: Метіонін

N: Аспарагін

P: Пролін

Q: Глутамін

R: Аргінін

S: Серин

T: Треонін

V: Валін

W: Триптофан

Кодований геном білок за функцією належить до цитокінів. 
Секретований назовні.